# Babbleonia
Babbleonia è un documentario del 2007 diretto da Al Pacino.
Dal giugno 2007 il film circola in DVD (nel solo nel mercato americano), in un cofanetto chiamato Pacino - An Actor's Vision che comprende anche The Local Stigmatic (1990), Riccardo III - Un uomo, un re (1996) e Chinese Coffee (2000).